# (10227) Izanami
(10227) Izanami est un astéroïde de la ceinture principale.

## Description
(10227) Izanami est un astéroïde de la ceinture principale. Il fut découvert le 4 novembre 1997 à l'Observatoire Gekko par Tetsuo Kagawa et Takeshi Urata. Il fut nommé en honneur d'Izanami, une divinité de shintoïsme.  Il présente une orbite caractérisée par un demi-grand axe de 3,13 UA, une excentricité de 0,07 et une inclinaison de 12,7° par rapport à l'écliptique.

## Compléments